# Gion Darms (Politiker)
Gion Darms (* 21. Dezember 1896 in Falera; † 17. Dezember 1976, ebenda, heimatberechtigt in Falera) war ein Schweizer Politiker (KVP).

## Leben
Gion Darms, Sohn des Schulinspektors Gion Gieri Darms und der Johanna Emilia geborene Casura, besuchte das Gymnasium in Schwyz. Er studierte Rechtswissenschaften an den Universitäten Freiburg und Genf und wurde Dr. iur. promoviert.
Ab 1927 war er als Anwalt in Chur tätig, von 1936 bis 1942 als Amtskläger, anschliessend bis 1944 als Staatsanwalt und zuletzt ab 1951 als Leiter eines Anwaltsbüros in Chur tätig. Dazu nahm er ein Verwaltungsratsmandat von 1944 bis 1950 (ex officio) sowie 1952 bis 1967 für die Rhätische Bahn (RhB) wahr, davon ab 1953 als Präsident. In den Jahren 1951 bis 1959 präsidierte er den Verkehrsverein Graubünden, zu dessen Ehrenpräsident er 1960 ernannt wurde.
Gion Darms war mit der aus Chur stammenden Elsa geborene Roffler verheiratet. Er verstarb am 17. Dezember 1976 vier Tage vor Vollendung seines 80. Lebensjahres in Falera.

## Politischer Werdegang
Gion Darms, Mitglied der Katholischen Volkspartei, bekleidete zu Beginn seiner politischen Karriere 1923 das Amt des Landammanns des Kreises Ilanz, das er bis 1929 innehatte. Im gleichen Jahr wurde Darms in den Bündner Grossrat gewählt, in dem er anschliessend bis 1931 sowie von 1951 bis 1957 vertreten war. Dazwischen gehörte er von 1944 bis 1950 als Vorsteher des Justiz- und Polizeidepartements dem Regierungsrat an. Zudem stand er der Katholischen Volkspartei Graubündens von 1956 bis 1964 als Präsident vor. Ausserdem war er von 1951 bis 1956 als Kantonsrichter eingesetzt.
Darüber hinaus nahm er für den Kanton von 1956 bis 1968 Einsitz in den Ständerat. Dort führte er zusammen mit Kurt Furgler den Vorsitz in der Untersuchungskommission der Mirage-Affäre.
Gion Darms Engagement galt vor allem der Verkehrs- und Energiepolitik.